# Onthophilus bickhardti
Onthophilus bickhardti är en skalbaggsart som beskrevs av Edmund Reitter 1909. Onthophilus bickhardti ingår i släktet Onthophilus och familjen stumpbaggar. Inga underarter finns listade i Catalogue of Life.